# Sé que te vas
Sé que te vas è un singolo del gruppo musicale statunitense Ha*Ash, pubblicato il 26 aprile 2016 come sesto singolo dal primo album dal vivo Primera fila: Hecho realidad.

## La canzone
La traccia, è stata scritta da Ashley Grace, Hanna Nicole e Pablo Preciado è stato pubblicato il 26 aprile 2016.

## Video musicale
Il videoclip, diretto da Nahuel Lerena. È stato pubblicato su YouTube il 10 giugno 2016. Il video ha raggiunto 51 milioni di visualizzazioni su Vevo.

### Ha*Ash feat Matisse versione
Il video dal vivo è stato girato sotto forma di esibizione, con Ha*Ash che inizia a cantare con la sua band dinanzi ad un gruppo persone. Il video è stato girato a Città del Messico e diretto da Nahuel Lerena. È stato pubblicato su YouTube il 6 maggio 2015. Il video ha ottenuto la certificazione Vevo per le oltre 100 milioni di visualizzazioni. Il video ha raggiunto 210 milioni di visualizzazioni su Vevo.

### En vivo versione
Il video è stato girato sotto forma di esibizione dal vivo dal album En Vivo (2019). Il video è stato girato a Auditorio Nacional, Città del Messico (Messico). È stato pubblicato su YouTube il 6 dicembre 2019.

## Tracce
Download digitale
1. Sé que te vas – 4:03 (Ashley Grace, Hanna Nicole, Pablo Preciado)

Versione featuring Matisse
1. Sé que te vas (feat. Matisse) – 4:01 (Ashley Grace, Hanna Nicole, Pablo Preciado)

## Formazione
- Ashley Grace – voce, composizione, chitarra
- Hanna Nicole – voce, composizione, chitarra
- Pablo Preciado – composizione
- Pablo De La Loza – programmazione, produzione
- Roberto Collío  – registrazione
- George Noriega – produzione
- Tim Mitchell – produzione
- Paul Forat  – A&R, programmazione, produzione
- Ezequiel Ghilardi  – batteria
- Gonzalo Herrerias  – A&R

## Classifiche
| Classifica (2016)                   | Posizione massima |
| ----------------------------------- | ----------------- |
| Messico Español Airplay (billboard) | 28                |
| Messico (Monitor Latino)            | 16                |

## Premi
| Anno | Cerimonia      | Premio        | Esito           |
| ---- | -------------- | ------------- | --------------- |
| 2016 | Premios Quiero | Miglior video | Vincitore/trice |